# Айдахо-Сити (Айдахо)
Айдахо-Сити (англ. Idaho City) — город в США, административный центр округа Бойсе в штате Айдахо.

## География
Город расположен в 58 км к северо-востоку от Бойсе. Площадь города составляет 1,73 км², из которых 1,72 км² — суша, а 0,01 км² — водоёмы.

## Население
По состоянию на 2020 год в городе проживает 466 человек в 319 домохозяйствах и в 266 семьях.
| Перепись населения | Перепись населения | Перепись населения    |
| Год переписи       | Население          | Изменение в процентах |
| ------------------ | ------------------ | --------------------- |
| 1880               | 672                | —                     |
| 1900               | 390                | —                     |
| 1910               | ▼262               | –32,8%                |
| 1920               | ▼104               | –60,3%                |
| 1930               | ▲187               | 79,8%                 |
| 1940               | ▲273               | 46,0%                 |
| 1950               | ▼246               | –9,9%                 |
| 1960               | ▼188               | –23,6%                |
| 1970               | ▼164               | –12,8%                |
| 1980               | ▲300               | 82,9%                 |
| 1990               | ▲322               | 7,3                   |
| 2000               | ▲458               | 42,2%                 |
| 2010               | ▲485               | 5,9%                  |
| 2020               | ▼466               | –3,9%                 |

Расовый состав населения:
- 84,33% — белых
- 2,57% — коренных американцев
- 0,85% — азиатов
- 0,85% — афроамериканцев
- 11,36% — лица других рас

Возрастной диапазон населения:
- 58,9% — супружеские пары
- 29,18% — дети в возрасте до 18 лет
- 22,9% — не имеют семей
- 12,5% — имеют женщину-домохозяйку без мужа

22,9% из всех домохозяйств — отдельные лица, 9,4% — живут в одиночестве в возрасте 65 лет и старше. Средний размер домохозяйства — 2,1 человека, семьи — 2,44 человека.